# Sirkenli
Sirkenli ist ein Ortsteil (Mahalle) im Landkreis Karataş der türkischen Provinz Adana mit 563 Einwohnern (Stand: Ende 2024). Im Jahr 2011 hatte der Ort 577 Einwohner.